# Толбази (Аургазинський район)
Толбази́ (рос. Толбазы, башк. Талбазы) — село, центр Аургазинського району Башкортостану, Росія. Адміністративний центр Толбазинської сільської ради.
Населення — 10114 осіб (2010; 10164 в 2002).
Національний склад:
- татари — 57 %

## Відомі люди
- Надршина Фануза Аїтбаївна — башкирський вчений-фольклорист, працювала директором школи в селі.

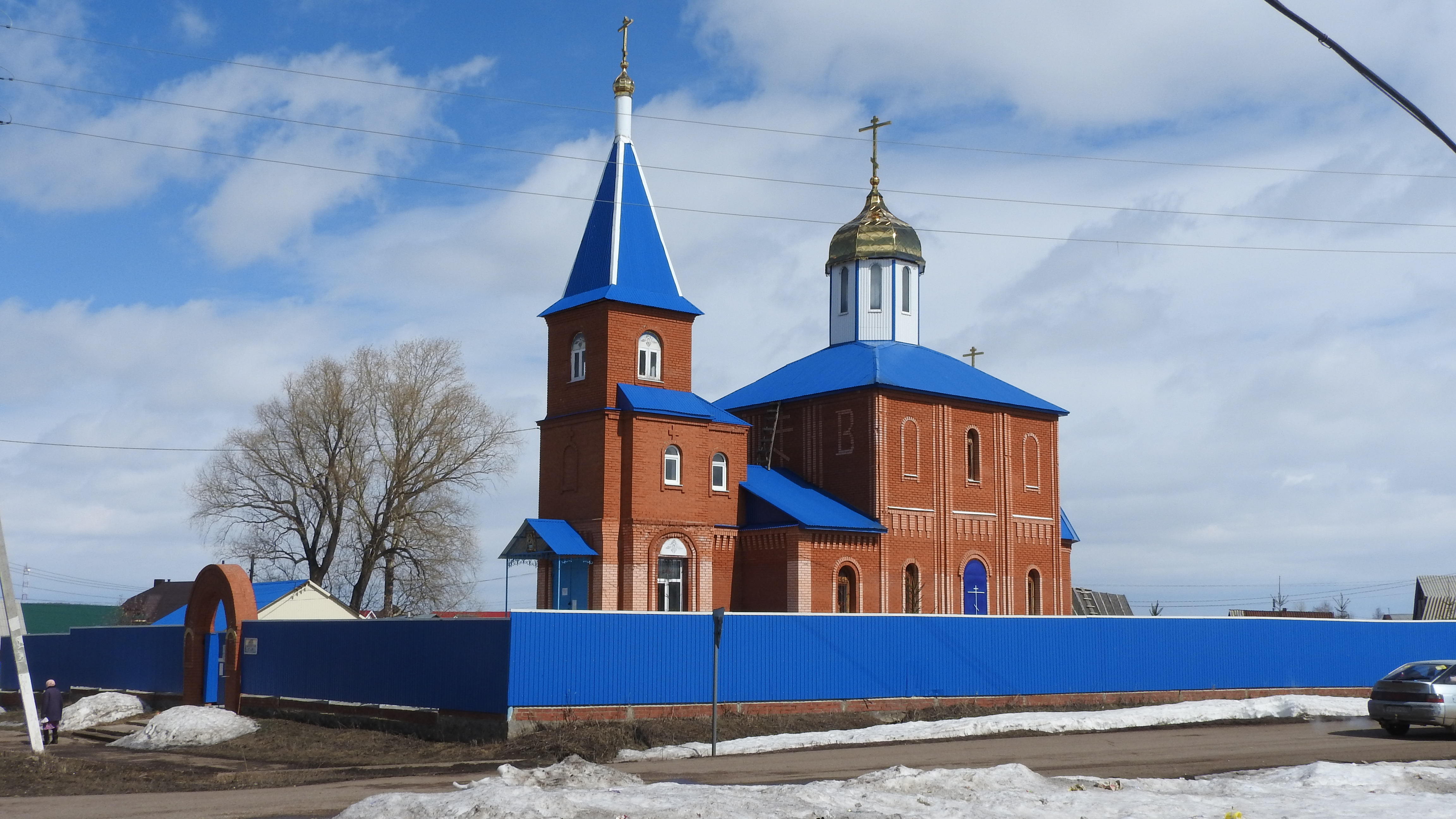
Церковь в Толбазах
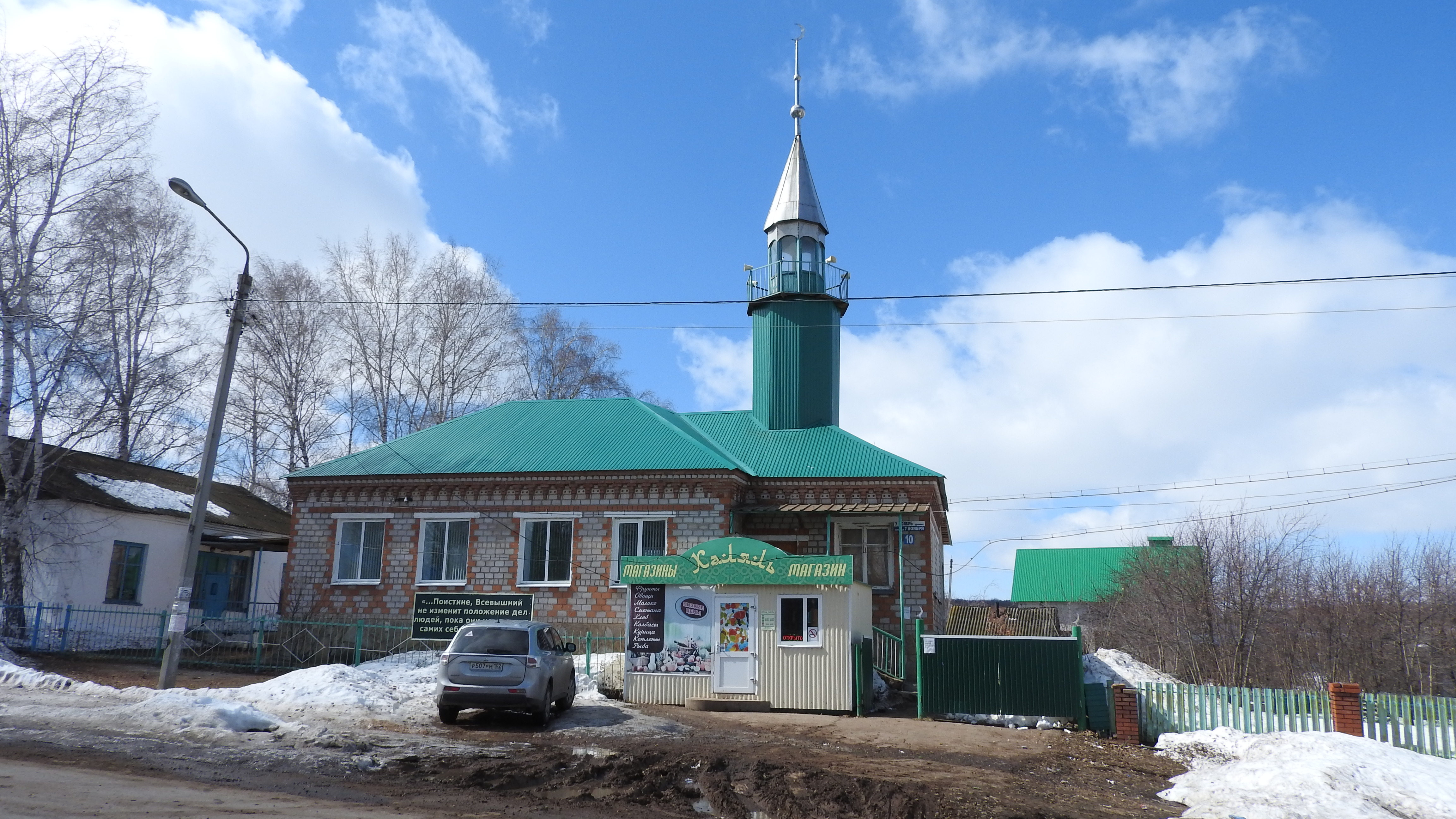
Мечеть в Толбазах

- Файл:Толбазы Башкортостан.jpg